# Current Drug Targets
Current Drug Targets, abgekürzt Curr. Drug Targets, ist eine wissenschaftliche Fachzeitschrift, die vom Bentham Science-Verlag veröffentlicht wird. Die Zeitschrift erscheint derzeit mit acht Ausgaben im Jahr. Es werden Übersichtsarbeiten zum Thema Zielstrukturen der Arzneistoffwirkung veröffentlicht.
Der Impact Factor lag im Jahr 2014 bei 3,021. Nach der Statistik des ISI Web of Knowledge wird das Journal mit diesem Impact Factor in der Kategorie Pharmakologie und Pharmazie an 77. Stelle von 254 Zeitschriften geführt.